# Martin Frobisher

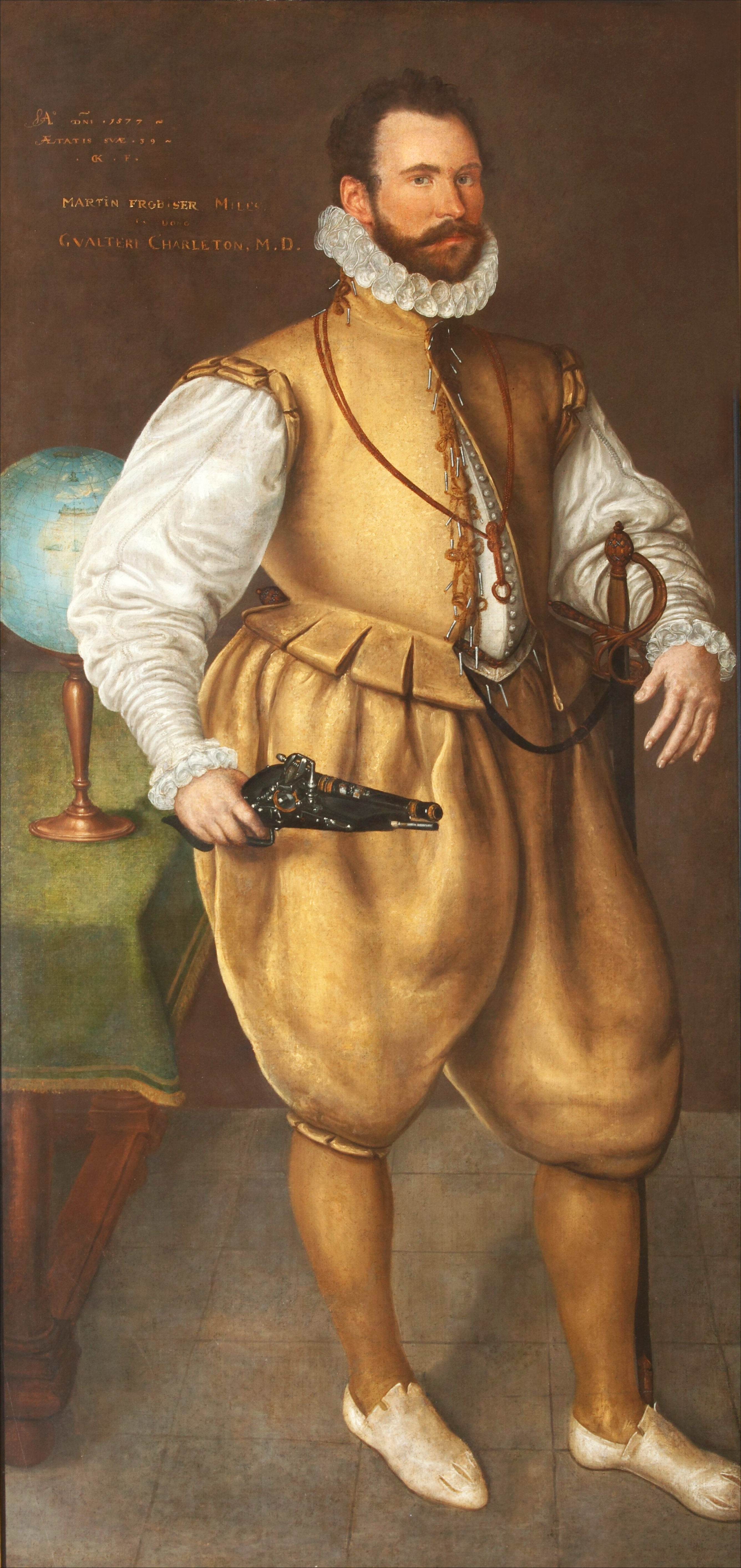
Martin Frobisher
(1577), Cornelis Ketel, Bodleian Library

Martin Frobisher (Normanton, ca. 1535 – Plymouth, 22 november 1594) was een Engelse ontdekkingsreiziger die drie reizen naar Noord-Canada maakte.
Frobisher was al vanaf zijn jeugd actief als zeevaarder, en was actief in de handel met Guinea en de Levant, en daarna als zeerover, waarbij hij het vooral op Franse schepen had gemunt. In 1569 was hij voor piraterij opgepakt en veroordeeld, maar na ongeveer een jaar werd hij weer vrijgelaten.

## Eerste reis
Frobisher liep al langer met plannen rond om de Noordwestelijke Doorvaart te gaan zoeken, en in 1576 wist scheepsmagnaat Michael Lok het benodigde geld bij elkaar te krijgen om Frobishers plannen doorgang te laten vinden. Frobisher kreeg de beschikking over twee schepen, de Gabriel en de Michael. Hij zette op 8 juni vanuit Deptford koers naar de Shetlandeilanden, en voer vervolgens noordwestwaarts tot hij bij een land kwam waarvan hij dacht dat het Frisland was, maar in werkelijkheid was het Groenland. Hij rondde Kaap Vaarwel met één schip (de Michael verloor contact en keerde terug naar Engeland).
Hij stak Straat Davis over, en kwam aan bij een land dat hij Queen Elizabeth Foreland noemde, tegenwoordig bekend als Resolution Island, voor de kust van Baffineiland. Op Hall's Island (tegenwoordig Lok's Land) verzamelde hij wat zwarte stenen, waarvan hij dacht dat het gouderts zou kunnen zijn, en hij zeilde eindweegs een zeestraat in waarvan hij vermoedde dat het de gezochte doorvaart was. In werkelijkheid was dit een baai, tegenwoordig bekend als Frobisherbaai. Vijf van zijn mannen werden gevangengenomen bij een ontmoeting met Inuit, maar met de resterende 13 man en 1 gevangen Inuit keerde hij terug naar Engeland.

## Tweede reis
De Inuit overleed korte tijd na aankomst in Engeland, maar een expert verklaarde dat de zwarte stenen veel goud bevatten. De ontdekking van het 'goud' leidde tot een snelle tweede expeditie, ditmaal onder auspiciën van koningin Elizabeth I, en met drie schepen, de Ayde, de Gabriel onder Edward Fenton en de Michael onder Gilbert Yorke. Hij vertrok op 25 mei 1577 vanaf de Theems. De route was vergelijkbaar met die van de vorige reis, en opnieuw ging hij via Groenland naar Queen Elizabeth Foreland. Er werd op deze expeditie 200 ton erts gewonnen.
Een man, een vrouw en een kind werden gevangengenomen, en er werd een poging ondernomen hen tegen de vijf verdwenen zeelieden te ruilen, maar dit mislukte, en het drietal werd meegenomen naar Engeland. Op de terugreis raakten de schepen gescheiden in een storm, maar alle drie keerden naar Engeland terug.

## Derde reis
Sommige experts verklaarden het gewonnen steen een rijke gouderts, met een opbrengst van 40 pond per ton, en hoewel anderen het als 'waardeloos' bestempelden, werd er voor 1578 een grote expeditie van 15 schepen uitgezonden. Drie hiervan waren bestemd om een kolonie met 100 kolonisten (30 mijnwerkers, 30 soldaten en 40 zeelieden) te stichten, de rest zou met erts volgeladen terugkeren naar Engeland. Frobisher leidde opnieuw de expeditie, en vertrok op 30 mei vanuit Plymouth.
Bij aankomst bij Queen Elizabeth Foreland bemerkte men dat de 'zeestraat' nog vollag met ijs. Een schip zonk na aanvaring met een ijsberg, de rest raakte in een storm terecht. Frobisher kwam in een zeestraat terecht die hij 'Mistaken Strait' noemde, en keerde om. Ironisch genoeg was deze Mistaken Strait de huidige Straat Hudson, en dus in tegenstelling tot Frobisher's Straat wél een echte zeestraat. Uiteindelijk wisten de schepen te hergroeperen en kon de mijnbouw begonnen worden; de kolonisatieplannen werden echter afgeblazen.
Volgeladen met erts keerden de schepen terug naar huis, waarbij ze opnieuw uit elkaar werden gedreven, maar desondanks alle behouden thuiskwamen. Vanaf een van de schepen, de Buss of Bridgewater, werd het imaginaire eiland Buss ontdekt, dat nog tot in de 18e eeuw op de kaarten zou blijven staan.
In Engeland was terwijl Frobisher weg was voor zijn derde reis inmiddels vastgesteld dat het gewonnen erts in het geheel geen goud bevatte, maar slechts ijzerpyriet, en financieel was de expeditie dan ook een volledige mislukking. Verdere expedities naar het ontdekte gebied werden daarom ook niet ondernomen.
Frobisher zelf bestreed de Spanjaarden als piraat en in de strijd tegen de Spaanse armada. In 1594 raakte hij gewond in de strijd tegen de Spanjaarden bij Brest, en overleed later aan de opgelopen verwondingen.